# ريتشارد إس. رينولدز سينيور
ريتشارد إس. رينولدز سينيور (بالإنجليزية: Richard S. Reynolds, Sr.)‏ هو شخصية أعمال أمريكي، ولد في 15 أغسطس 1881 في مقاطعة ماديسون في الولايات المتحدة، وتوفي في يوليو 1955 في ريتشموند في الولايات المتحدة.